# سلمندر عملاق ياباني

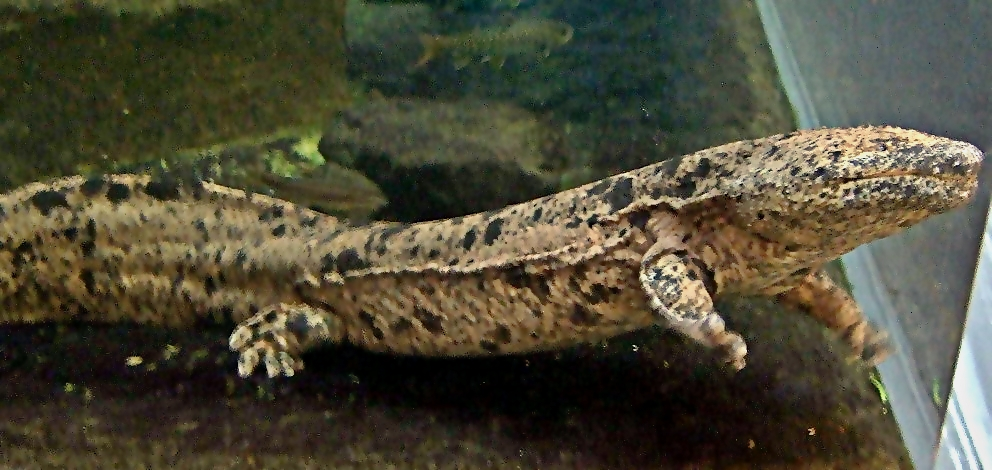
سلمندر ياباني عملاق salamander

سلمندر عملاق ياباني (Andrias japonicus) يقع موطنه في اليابان حيث يعرف هناك بـ Ōsanshō̄o/ dai sanshōuo (オオサンショウウオ/大山椒魚) ويعني حرفيا «سمكة الفلفل العملاقة». يصل طوله إلى حوالي 1.5 متر (5 أقدام) 
وبذلك يكون ثاني أكبر سلمندر في العالم بعد نظيره السلمندر العملاق الصيني.